# Jetzt helfe ich mir selbst
Die Sachbuchreihe Jetzt helfe ich mir selbst des Motorbuch Verlags ist eine der erfolgreichsten Reihen von Reparaturanleitungen für PKW und Motorräder. Sie erscheint seit 1962 und hat inzwischen eine Gesamtauflage von über 10 Millionen. Inzwischen gibt es über 200 Bände, die hauptsächlich Fahrzeugtypen vom Kleinwagen bis zur oberen Mittelklasse, aber auch den VW-Transporter behandeln. Hauptautoren sind Dieter Korp (1921–2015) und Gert Hack. Bei vielen jüngeren Bänden fungiert Korp als Herausgeber. Band 1 behandelte den VW 1200, Band 2 den Opel Rekord.

## Inhalt
Während anfangs nur typenbezogene Reparaturanleitungen erschienen, wurde die Reihe später um Bände zu folgenden allgemeinen Themen ergänzt: Auto-Elektrik, Autokarosserie, Auto-HiFi, Wohnmobil-Selbstausbau, Oldtimer, Traktoren, Quad. Zweirädern widmen sich die Bände über BMW-Motorräder mit Boxer-Motoren und über die Vespa-Restaurierung. Der Vespa-Band und der Band Auto-HiFi sind Übersetzungen aus dem Englischen. Einige Bände der Reihe wurden ins Russische, Kroatische und Polnische übersetzt.

## Gestaltung
Bis etwa 2005/2006 wurde Halbkunstdruckpapier verwendet, das eine gute Wiedergabe von Fotos ermöglicht. Danach wurden die Bände größer, die Umschläge bunter, das Papier und die Wiedergabe von Fotos schlechter.

## Weitere Reihen
Eine vergleichbare Reihe erscheint unter dem Titel So wird’s gemacht im Delius Klasing Verlag.
In der Deutschen Demokratischen Republik erschien im Verlag Technik für die Fahrzeuge des Ostblocks die Reihe Wie helfe ich mir selbst sowie im Verlag transpress Ich fahre einen …
Im Verlag Bucheli in Zug/Schweiz erscheint die in Deutschland vom Motorbuch Verlag vertriebene Reihe Reparaturanleitung. Diese Reihe wendet sich an Werkstätten und fortgeschrittene Schrauber und spart einige Themen aus, wie Arbeiten an Armaturenbrett und Karosserie. Kompliziertere Themen, die  Spezialwerkzeug erfordern, oder das Zerlegen und Zusammensetzen von Getrieben werden dagegen beschrieben.

## Trivia
Das Deckblatt des Bandes Opel Rekord B/C ab August 1965 wurde für das Cover des Debütalbums der Band Die Toten Hosen mit dem Titel Opel-Gang verwendet.